# Johann von Rist
Johann Rist (Ottensen -cerca de Hamburgo-, 8 de marzo de 1607 - Wedel, Holstein, 31 de agosto de 1667) fue un poeta alemán. 
Era hijo del pastor luterano de ese lugar, Caspar Rist. Recibió su formación en el Johanneum en Hamburgo y en el Gymnasium Illustre en Bremen, y más tarde estudió teología en la Universidad de Rinteln. Bajo la influencia de su profesor Josua Stegman, empezó a interesarse por la composición de himnos. Al salir de Rinteln, fue tutor de los hijos de un comerciante de Hamburgo, a los que acompañó a la Universidad de Rostock, en donde él mismo estudió hebreo, matemáticas y medicina. Durante su tiempo en Rostock, la Guerra de los Treinta Años casi vació la universidad, y él mismo tuvo que permanecer allí durante varias semanas por haber enfermado de peste. 
En 1633 se convirtió en profesor en la casa del ecribano Heinrich Sager en Heide, Holstein. Dos años más tarde (1635) fue nombrado pastor de la aldea de Wedel a orillas del río Elba, donde trabajó hasta su muerte. Ese mismo año se casó con Elisabeth Stapel, hermana de Franz Stapel, agente judicial cerca de Pinneberg. Tuvieron cinco hijos, de los cuales dos fallecieron precozmente; Elisabeth murió en 1662. En 1664 se casó con Anna Hagedorn, nacida en Badenhop, viuda de su amigo Phillipp Hagedorn. 
Rist se hizo conocido en el mundo literario por un drama Perseo (1634), que escribió mientras estaba en Heide, y en los siguientes año, escribió una serie de obras dramáticas entre las que destacan Das Friedewünschende Teutschland (1647) y Das friedejauchzende Teutschland (1653) (nueva ed. por Schletterer HM, 1864). Rist pronto llegó a ser la figura central en una escuela de poetas menores. En esa época fue admitido en la Sociedad Fructífera. Poco después, el emperador Fernando III le galardonó en 1644. 
Es, sin embargo, como escritor de himnos por lo que Rist es más conocido. Entre ellos hay varios que siguen presentes en los himnarios evangélicos, por ejemplo, "0 Ewigkeit, du Donnerwort" y "Ermuntre dich, mein schwacher Geist". Las colecciones de sus poemas aparecieron con los títulos "Musa Teutonica" (1634) y "Himmlische Lieder" (1643). También se le considera el fundador del lied hamburgués.

## Obras
- Die alleredelste Belustigung (1666)
- Die alleredelste Erfindung (1667)
- Das alleredelste Leben (1663)
- Das alleredelste Nass der gantzen Welt (1663)
- Das Friedewünschende Teuschland (1649)
- Sabbathische Seelenlust (1651)
- Neue Musikalische Fest-Andachten (1655)
- Neue Musikalische Katechismus-Andachten (1656)
- Himmlische Lieder (1641)
- Neue Musikalische Kreutz- Trost- Lob und DankSchule (1659)

- Datos: Q66615
- Multimedia: Johann Rist / Q66615